# Voies antiques des Landes
Les voies antiques des Landes sont d'anciennes voies de communication parcourant le département des Landes et attestées par l'archéologie. Ce ne sont pas des voies romaines pavées mais des levées de terre (via terrana) rectilignes, bordées de fossés qui offraient aux voyageurs une infrastructure dégagée, résistante et drainée dans ces landes au sol meuble et souvent gorgé d'eau. L'emprise des voies principales dépassait les 15 mètres de large. Elle sont attestées en partie par les textes anciens, la cartographie et des relevés topographiques au lidar.
Deux axes sont mentionnés par les auteurs antiques dont un seul est clairement caractérisé. En 2024, deux autres axes sont identifiés par deux archéologues bénévoles du Centre de recherches archéologiques sur les Landes (CRAL), Romain Meynot et Didier Vignaud.

## Axes principaux
On distingue trois grands axes Nord-Sud reliant la Gironde à l'Adour et une transversale au nord du fleuve,.

### Voie littorale
La voie littorale, décrite par l'itinéraire d'Antonin d'Astorga à Bordeaux, est identifiée depuis le XIXe siècle.
Elle reliait Burdigala, Boios (La Mothe, Biganos), Losa (Sanguinet), Segosa (Saint-Paul-en-Born) puis se déroute de Bayonne (probablement sa destination protohistorique initiale) pour desservir Mosconnum (Castets ?) et Aquae Tarbellicae (Dax).

### Voie centrale Bordeaux - Dax
Cette autre voie est décrite par l'itinéraire d'Antonin comme reliant Burdicala (Bordeaux), Salomacum (à 18 lieues), Telonnum (à 12 lieues), Coequosa (à 16 lieues) à Aquae Tarbellicae (à 18 lieues). Son tracé exact reste objet de spéculations.
La paronymie entre Salles et Salomacum semble être une fausse piste car le tracé d'une « levade » est attesté et toujours visible au sud-est de la commune du Barp, légèrement à l'ouest du lieu-dit Maison Rouge (un toponyme routier, potentiellement une ancienne mansio d'étape). Elle chemine ainsi du château de Léognan à la confluence de la Hountine et de la Lecte (au nord-est de Belin-Béliet) traverse Labinaoue et les ruisseaux de Lombard et du Castérà juste en amont de leur confluence puis traverserait l'Eyre à Saugnacq.
Au sud de Saugnac, des traces sont détectées au lidar sur un axe Liposthey - Sindères, plaidant pour un itinéraire direct vers Dax. Mais une autre voie — plus Nord-Sud — est découverte entre Trensacq et Gouts en 2024. Elle est nommée « voie des rivières » car elle suit les cours de l'Eyre et du Bez.

#### Voie directe
La voie directe a longtemps été privilégiée par les chercheurs.
En s'appuyant sur la toponymie, Bénédicte Boyrie-Fénié suggérait une voie passant, du sud vers le nord, par les lieux-dits actuels de Lavio (commune de Saint-Paul-lès-Dax) et Gouadet (commune de Gourbera). Elle suivrait ensuite les limites communales rectilignes qui séparent Laluque de Taller et Rion de Lesperon. Ce premier tronçon aboutit à Sindères (Coequosa) dont la distance de Dax correspond aux mentions d'Antonin (XVI lieues, soit 35,5 km). La voie continuerait ensuite en ligne droite vers le nord en passant par le lieu-dit Berroute (commune de Lüe) puis par le quartier Harriaou (commune d'Ychoux). Elle rejoindrait ensuite le lieu-dit Taraouène (commune de Muret) (Tellonum) pour arriver selon elle à Salles (assimilée à Salomagus) d'où elle rejoindrait Bordeaux.
En 2017, Verdin et al. la font passer par Sindères (Coequosa), Saint-Antoine-des-Traverses, Labouheyre, Liposthey (Telonnum serait associé à Citran), Belin-Béliet (avec franchissement de l'Eyre au lieu-dit Le Passage), l'Hospitalet (assimilé à Salomagus) puis le Barp et Bordeaux (itinéraire proche de la RN10).
En 2024, Olivier Boisseau précise l'itinéraire au sud de Citran avec passage à Berroute (Labouheyre) et par le pas de Kas (Cornillon) puis Sindères. Il identifie Coequosa à Sindères, Tellonum à Saugnacq et situe Salomacum vers la lagune de Salous (Le Barp).

#### Voie des rivières
Cette voie est une alternative à la précédente, au sud de Saugnacq. L'itinéraire exact entre Biganon/Saugnacq et Trensacq n'est pas connu (vraisemblablement rive gauche puis rive droite, par Pissos comme la D834, sinon contournement par l'est des affluents orientaux). Plus au sud la voie dessert les sites de Sabres, Bézaudun, Beylongue et Gouts.
Si la voie des rivières est celle décrite par l'itinéraire d'Antonin, on pourrait, en partant du Sud, identifier les villes étapes de l'itinéraire comme suit :
1. Coequosa serait le nœud de Gouts
2. Telonnum serait Sabres
3. Salomacum serait Moustey[5].

La distance Burdigala - Salomacum est problématique sachant qu’un cercle d'une quarantaine de kilomètre autour de Bordeaux décrit un arc Salles - Hostens, ce qui suggère plutôt une première étape située à l'Est de Belin-Béliet, par exemple entre Le Vignau et Joué. Cette approche est compatible avec une deuxième étape vers Liposthey/Citran ou au delà de Pissos mais il faudrait atteindre Sabres pour une troisième étape à Gouts. Noter qu'un étagement Bordeaux - Joué - Trensacq - Tartas - Dax s’approcherait mieux des distances citées par l'ouvrage antique.

### Voie Bazas - Adour
Une voie Bazas - Adour (dite « voie Meynot » du nom de son découvreur) est identifiée en 2024. Son tracé est établi entre Lencouacq et Bougue. 22 tronçons de voie ont été identifiés entre ces deux communes, représentant une distance cumulée de 34,5 km. Il s'agit d'une surélévation de terre bordée de fossés et large de 14 à 21 m (contre 15 à 25 m pour la voie littorale). Le cheminement commence à Captieux à l'Est du camp du Poteau, évolue à l'Est de la Gouaneyre, franchit la Doulouze, passe par la nécropole de Théné, s'oriente au sud-est à la sortie de la commune de Gaillères, puis franchit le Midou au nord de Bougue (coude au nord-est de Peyraborde). Il devait se prolonger au sud pour rejoindre la voie transverale au niveau de Saint-Maurice-sur-Adour.

### Voie transversale (Bareyt-Watier)
Enfin, une voie au sud de Tartas suggère une ancienne voie transversale suivant la rive droite de l'Adour. Découverte en 1976 par Brigitte Watier et Gaston Bareyt, elle s'étend autour du site archéologique de Gouts. Elle est large de 4 à 5 m et se présente comme une surévaluation de terre renforcée d'une accumulation de cailloux sans fossés latéraux. En 2022, un tronçon similaire est découvert à Saint-Sever sur un site antique de la rive droite de l'Adour.

### Réseau secondaire
Différentes voies d’intérêt local complètent ce schéma, entre Luglon et Sabres, à Uchacq-et-Parentis, à Estigarde, à Lucbardez (site de Carro) ou à Jouandet.